# Laurent Delorge
Laurent Delorge (* 21. Juli 1979 in Löwen) ist ein ehemaliger belgischer Fußballspieler.

## Karriere
Der offensive Mittelfeldspieler Delorge begann seine Laufbahn als Jugendlicher beim FC Maleizen, Tempo Overijse und Racing Jet Wavre. Als 19-Jähriger wechselte er nach Gent, wo er seine ersten Einsätze in der Ersten Division absolvierte. Von 1998 bis 2002 stand er beim englischen Verein Coventry City unter Vertrag, für den er jedoch nur in den letzten beiden Spielzeiten in der zweiten Liga zum Einsatz kam. Er wechselte zurück in die Jupiler League und spielte von 2002 bis 2005 67-mal für den Lierse SK. Zur Saison 2005/06 ging er zum RSC Anderlecht, kam aber nur zwölfmal zum Einsatz. Da ihm eine Verwicklung in den belgischen Fußball-Wettskandal vorgeworfen wurde, musste er den Verein verlassen.
Trotz anfänglicher Skepsis des niederländischen Fußballbundes nahm ihn Ehrendivisionär ADO Den Haag unter Vertrag. Zur Spielzeit 2006/07 kam er ins Team der Haager, konnte jedoch mit fünf Toren in 28 Spielen den Abstieg nicht verhindern. Im Mai 2007 unterzeichnete er einen Zwei-Jahres-Vertrag bei Ajax Amsterdam. Im Januar 2009 wechselte er zu Roda JC Kerkrade. Dort spielte er bis 2013 und war kurzzeitig vereinslos. Die Rückrunde der Saison 2013/14 spielte er erneut für Ajax Amsterdam und beendete daraufhin seine aktive Karriere.

## Privat
Delorge ist verheiratet und hat zwei Kinder.